# 愛媛県道187号六軒家石手線

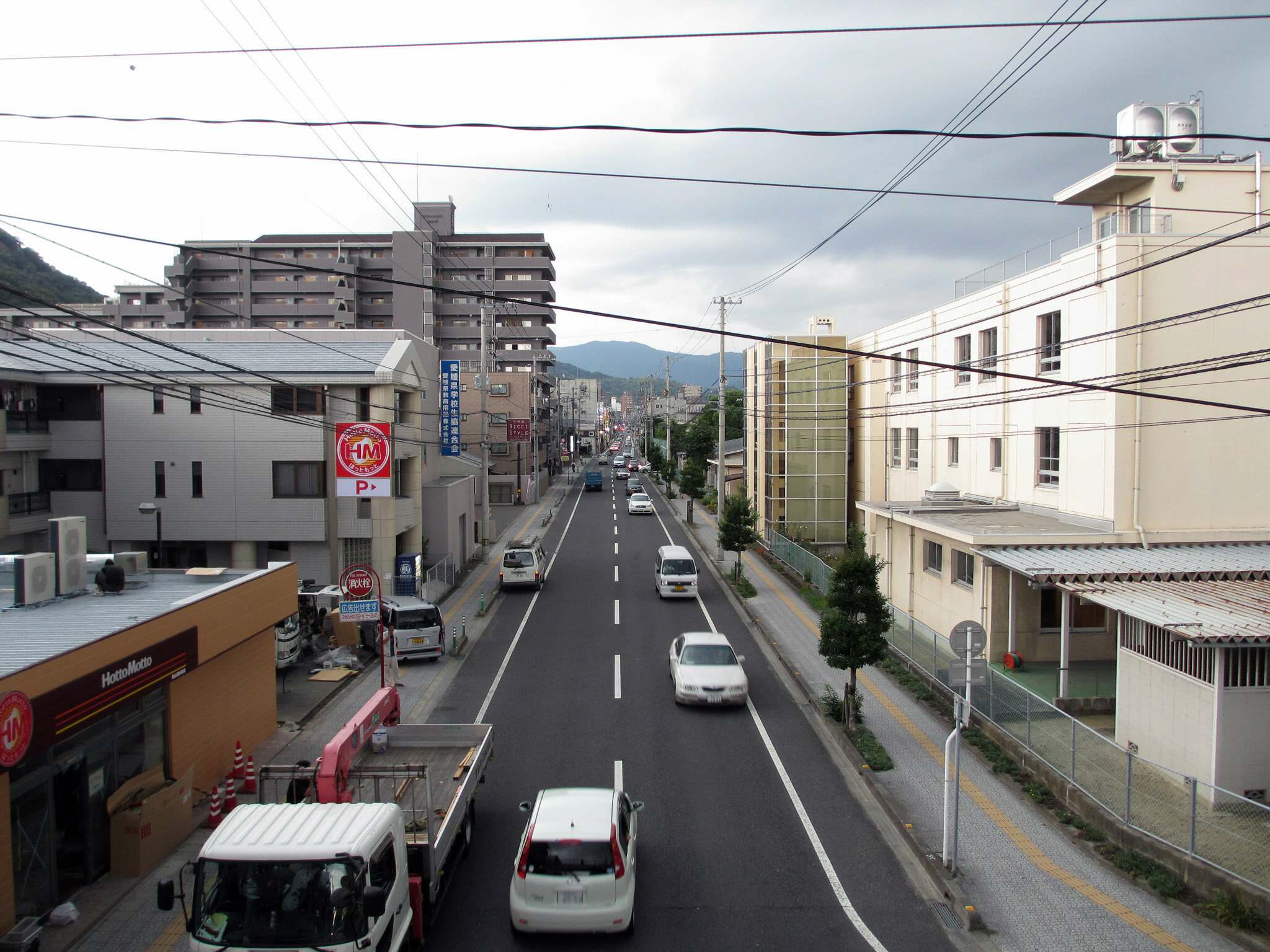
県道187号
松山市清水町3丁目

愛媛県道187号六軒家石手線（えひめけんどう187ごう ろっけんやいしてせん）は、愛媛県松山市を通る一般県道である。本路線の一部である中央通りや樋又通りといった松山北部の幹線道路を東西に走っており、沿線には愛媛大学や松山大学といった教育機関や、道後温泉、四国八十八箇所の1つである石手寺などの観光地を通る。

## 概要

### 路線データ
- 総延長：5.0 km
- 起点：松山市六軒家町（六軒家交差点）
- 終点：松山市石手3丁目（石手寺交差点）

## 歴史
- 1958年（昭和33年）6月27日 - 愛媛県告示第566号により、道後公園六軒家線として県道に認定される（整理番号77番）[1]。
- 1972年（昭和47年）3月16日 - 愛媛県が愛媛県道187号道後公園六軒家線として認定。
- 1982年（昭和57年）
  - 10月15日 - 愛媛県告示第1317号により、愛媛県道187号道後公園六軒家線の路線廃止が認定される[2]。
  - 10月15日 - 愛媛県告示第1316号により、愛媛県道187号六軒家石手線の路線が認定される[3]。

## 地理

### 通過する自治体
- 松山市

### 交差する道路
- 国道196号
- 国道317号
- 愛媛県道19号松山港線
- 愛媛県道20号松山北条線
- 愛媛県道40号松山東部環状線
- 愛媛県道188号道後公園線

### 重複区間
- 愛媛県道19号松山港線（松山市六軒家町～松山市中央1丁目）

### 交差する鉄道
- 伊予鉄道城北線

### 沿線

#### 教育施設
- 愛媛大学
- 松山大学
- 松山市立勝山中学校
- 松山市立清水小学校

#### 公園
- 道後公園

#### 寺社
- 湯神社
- 四国八十八箇所第51番札所石手寺

#### 博物館
- 松山市立子規記念博物館

#### 観光施設
- 道後温泉本館